# Церква Святого Панкратія (Рим)
Церква Святого Панкратія (італ. Basilica di San Pancrazio) — базиліка в Римі біля воріт святого Панкратія.
Церква знаходиться у районі Monte Verde поблизу парку Вілли Доріа Памфілі близько 1 км від Авреліанової стіни та Воріт святого Панкратія. Церква була побудована в VI столітті за папи Симаха на місці, де був похований мученик Панкратій Римський. Церква була перебудована у XVII і XIX століттях. Зберігся фасад кінця XV століття з гербом папи Інокентія VIII. За церквою розміщені катакомби святого Панкратія або Оттавілли.

## Титулярна церква
Церква Святого Панкратія є титулярною церквою. Кардиналом-священником з титулом церкви Святого Панкратія з 24 березня 2006 року, є іспанський кардинал Антоніо Каньісарес Льовера. До його попередників належали Папи Римські Павло IV (15. січня — 24. Вересня 1537) та Климент VIII (1585—1592).